# Korea Open
El Torneig de Seül, conegut oficialment com a Korea Open Tennis, és un torneig de tennis professional que es disputa anualment sobre pista dura al Seoul Olympic Park Stadium de Seül, Corea del Sud. Pertany als International Tournaments del circuit WTA femení. Anteriorment havia tingut el nom de Hansol Korea Open, KDB Korea Open i Kia Korea Open.

## Palmarès

### Individual femení
| Any               | Campiona                                          | Finalista                                         | Resultat                                          |
| ----------------- | ------------------------------------------------- | ------------------------------------------------- | ------------------------------------------------- |
| WTA 500           |                                                   |                                                   |                                                   |
| 2024              | Beatriz Haddad Maia                               | Dària Kassàtkina                                  | 1−6, 6−4, 6−1                                     |
| WTA 250           |                                                   |                                                   |                                                   |
| 2023              | Jessica Pegula                                    | Yuan Yue                                          | 6−2, 6−3                                          |
| 2022              | Ekaterina Alexandrova                             | Jeļena Ostapenko                                  | 7−6(4), 6−0                                       |
| 2021              | Torneig suspès a causa de la pandèmia de COVID-19 | Torneig suspès a causa de la pandèmia de COVID-19 | Torneig suspès a causa de la pandèmia de COVID-19 |
| WTA International |                                                   |                                                   |                                                   |
| 2020              | Torneig suspès a causa de la pandèmia de COVID-19 | Torneig suspès a causa de la pandèmia de COVID-19 | Torneig suspès a causa de la pandèmia de COVID-19 |
| 2019              | Karolína Muchová                                  | Magda Linette                                     | 6−1, 6−1                                          |
| 2018              | Kiki Bertens                                      | Ajla Tomljanović                                  | 7−6(2), 4−6, 6−2                                  |
| 2017              | Jeļena Ostapenko                                  | Beatriz Haddad Maia                               | 6−7(5), 6−1, 6−4                                  |
| 2016              | Lara Arruabarrena                                 | Monica Niculescu                                  | 6−0, 2−6, 6−0                                     |
| 2015              | Irina-Camelia Begu                                | Aliaksandra Sasnovich                             | 6−3, 6−1                                          |
| 2014              | Karolína Plíšková                                 | Varvara Lepchenko                                 | 6−3, 6−7(5), 6−2                                  |
| 2013              | Agnieszka Radwańska                               | Anastassia Pavliutxénkova                         | 6−7(6), 6−3, 6−4                                  |
| 2012              | Caroline Wozniacki                                | Kaia Kanepi                                       | 6−1, 6−0                                          |
| 2011              | María José Martínez Sánchez                       | Galina Voskobóieva                                | 7−6(0), 7−6(2)                                    |
| 2010              | Alissa Kleibànova                                 | Klára Zakopalová                                  | 6−1, 6−3                                          |
| 2009              | Kimiko Date Krumm                                 | Anabel Medina Garrigues                           | 6−3, 6−3                                          |
| WTA Tier IV       |                                                   |                                                   |                                                   |
| 2008              | Maria Kirilenko                                   | Samantha Stosur                                   | 2−6, 6−1, 6−4                                     |
| 2007              | Venus Williams                                    | Maria Kirilenko                                   | 6−3, 1−6, 6−4                                     |
| 2006              | Eleni Daniïlidu                                   | Ai Sugiyama                                       | 6−3, 2−6, 7−6(3)                                  |
| 2005              | Nicole Vaidišová                                  | Jelena Janković                                   | 7−5, 6−3                                          |
| 2004              | Maria Xaràpova                                    | Marta Domachowska                                 | 6−1, 6−1                                          |

### Individual masculí
| Any     | Campió             | Finalista        | Resultat    |
| ------- | ------------------ | ---------------- | ----------- |
| ATP 250 |                    |                  |             |
| 2022    | Yoshihito Nishioka | Denis Shapovalov | 6−4, 7−6(5) |

### Dobles femenins
| Any               | Campiones                                         | Finalistes                                        | Resultat                                          |
| ----------------- | ------------------------------------------------- | ------------------------------------------------- | ------------------------------------------------- |
| WTA 500           |                                                   |                                                   |                                                   |
| 2024              | Nicole Melichar-Martinez Liudmila Samsonova       | Miyu Kato Zhang Shuai                             | 6−1, 6−0                                          |
| WTA 250           |                                                   |                                                   |                                                   |
| 2023              | Marie Bouzková Bethanie Mattek-Sands              | Luksika Kumkhum Peangtarn Plipuech                | 6−2, 6−1                                          |
| 2022              | Kristina Mladenovic Yanina Wickmayer              | Asia Muhammad Sabrina Santamaria                  | 6−3, 6−2                                          |
| 2021              | Torneig suspès a causa de la pandèmia de COVID-19 | Torneig suspès a causa de la pandèmia de COVID-19 | Torneig suspès a causa de la pandèmia de COVID-19 |
| WTA International |                                                   |                                                   |                                                   |
| 2020              | Torneig suspès a causa de la pandèmia de COVID-19 | Torneig suspès a causa de la pandèmia de COVID-19 | Torneig suspès a causa de la pandèmia de COVID-19 |
| 2019              | Lara Arruabarrena Tatjana Maria                   | Hayley Carter Luisa Stefani                       | 7−6(7), 3−6, [10−7]                               |
| 2018              | Choi Ji-hee Han Na-lae                            | Hsieh Shu-ying Hsieh Su-wei                       | 6−3, 6−2                                          |
| 2017              | Kiki Bertens Johanna Larsson                      | Luksika Kumkhum Peangtarn Plipuech                | 6−4, 6−1                                          |
| 2016              | Kirsten Flipkens Johanna Larsson                  | Akiko Omae Peangtarn Plipuech                     | 6−2, 6−3                                          |
| 2015              | Lara Arruabarrena Andreja Klepač                  | Kiki Bertens Johanna Larsson                      | 2−6, 6−3, [10−6]                                  |
| 2014              | Lara Arruabarrena Irina-Camelia Begu              | Mona Barthel Mandy Minella                        | 6−3, 6−3                                          |
| 2013              | Chan Chin-wei Xu Yifan                            | Raquel Kops-Jones Abigail Spears                  | 7−5, 6−3                                          |
| 2012              | Raquel Kops-Jones Abigail Spears                  | Akgul Amanmuradova Vania King                     | 2−6, 6−2, [10−8]                                  |
| 2011              | Natalie Grandin Vladimíra Uhlířová                | Vera Duixévina Galina Voskobóieva                 | 7−6(5), 6−4                                       |
| 2010              | Julia Görges Polona Hercog                        | Natalie Grandin Vladimíra Uhlířová                | 6−3, 6−4                                          |
| 2009              | Chan Yung-jan Abigail Spears                      | Carly Gullickson Nicole Kriz                      | 6−3, 6−4                                          |
| WTA Tier IV       |                                                   |                                                   |                                                   |
| 2008              | Chuang Chia-jung Hsieh Su-wei (2)                 | Vera Duixévina Maria Kirilenko                    | 6−3, 6−0                                          |
| 2007              | Chuang Chia-jung Hsieh Su-wei                     | Eleni Daniïlidu Jasmin Wöhr                       | 6−2, 6−2                                          |
| 2006              | Virginia Ruano Pascual Paola Suárez               | Chuang Chia-jung Mariana Díaz-Oliva               | 6−2, 6−3                                          |
| 2005              | Chan Yung-jan Chuang Chia-jung                    | Jill Craybas Natalie Grandin                      | 6−2, 6−4                                          |
| 2004              | Jeon Mi-ra Cho Yoon-jeong                         | Chuang Chia-jung Hsieh Su-wei                     | 6−3, 1−6, 7−5                                     |

### Dobles masculins
| Any     | Campions                        | Finalistes                                   | Resultat |
| ------- | ------------------------------- | -------------------------------------------- | -------- |
| ATP 250 |                                 |                                              |          |
| 2022    | Raven Klaasen Nathaniel Lammons | Nicolás Barrientos Miguel Ángel Reyes Varela | 6−1, 7−5 |